# Lagenaria siceraria
Lagenaria siceraria es una planta trepadora de la familia de las cucurbitáceas, cuyo fruto tierno es comestible; se cultiva principalmente para ser utilizado como recipiente una vez seco. Recibe los nombres comunes de mate, porongo, calabaza de peregrino, calabaza vinatera, capallu de Chile y guada de Chile; guaje, bule, jícaro, porongo, acocote o chú en México; choco en Colombia; y bangaño o bangaña en Cuba, la República Dominicana, la costa Caribe de Colombia y auyama en  Venezuela.

## Descripción
L. siceraria es una planta herbácea anual, que produce zarcillos axilares bífidos con los que trepa sobre la vegetación. Los tallos alcanzan los 9 m y son acostillados. Las hojas son pecioladas, alternas, ligeramente tri- a heptalobuladas y aproximadamente reniformes, ligeramente pilosas, de hasta 30 cm de largo; tienen un olor almizclado característico y a veces muy intenso. La planta es monoica; produce flores unisexuales, actinomorfas y pentámeras, cuya corola tiene los pétalos libres, pubescentes y de color blanco. Son heliotrópicas.
Polinizada por insectos, produce un fruto pepónide, cuya forma varía según las subespecies. Inmadura, tiene la piel verde y el interior blanco y carnoso, de textura similar a la calabaza (Cucurbita maxima); el cultivar 'Cougourda', especialmente seleccionado para su consumo, tiene un pericarpo delgado, pero en la mayoría de las variedades este legnifica tempranamente. Puede alcanzar 1 m de largo en algunas variedades. Las semillas son numerosas, de color gris, aplanadas y de forma elíptica; su interior es blanco, de sabor dulzón y oleoso. La forma del fruto presenta grandes variaciones, desde globos más o menos regulares hasta formas de botella o cilindros retorcidos.

## Cultivo
El color de la cáscara es verde brillante al madurar y vira al verde claro y luego al bronceado o marrón al secarse, pudiendo aparecer patrones de colores variegados debido a colonizaciones por moho y cambios de color por las heladas.
Crece de forma silvestre en terrenos húmedos y soleados de clima templado a tropical; prefiere suelos circunneutrales, resguardo del viento, mucha humedad y un verano cálido. Resiste mal la sequía y las heladas, pero es muy resistente a plagas e insectos. Cultivado, se planta en general en primavera, y se protege en un invernadero si el clima no es favorable. Los tallos y frutos para consumo alimentario se cultivan alrededor de dos meses más tarde; los de uso como recipiente se recolectan hacia el otoño.
Su resistencia ha llevado a que se use como base para el injerto de otras plantas anuales más frágiles, como la sandía (Citrullus lanatus) o el melón (Cucumis melo).

## Etimología
El término bangaña o bangaño, en referencia a Lagenaria siceraria, deriva de la palabra banga en la Idioma wólof que significa calabaza.

## Historia

### Domesticación temprana
Se cree que esta especie fue una de las primeras plantas cultivadas, sobre todo para almacenar agua en sus frutos. De origen probablemente africano, L. siceraria aparece en excavaciones antiquísimas; en África y América se han encontrado restos datados alrededor del XII milenio a. C. Se presume que pudo haber sido transportada en el curso de las migraciones humanas. Los frutos maduros, capaces de flotar, también contribuyeron en su difusión hacia América, donde ya era cultivada hace por lo menos 10 mil años, y era usada ampliamente antes de la llegada de Cristóbal Colón. De hábitat cosmopolita, se la registra desde muy antiguo en numerosas culturas, respondiendo a diferentes nombres, como botijo de pastor.
En Las Vegas, Ecuador, han sido encontrados fitolitos de especímenes domesticados del fruto datados por radiocarbono entre 10.130 a 9.320 años antes del presente.
En el Perú es usado desde hace milenios para la elaboración de mates burilados. En el Cono Sur es el material tradicionalmente empleado para fabricar los recipientes para el mate, una bebida estimulante elaborada con las hojas de Ilex paraguayensis.
En el acta legislativa emitida por Carlomagno Capitulare de villis vel curtis imperii,  en la que ordena las plantas que deben ser cultivadas en los jardines reales, se encuentra la cucurbita, identificada actualmente como Cucurbita lagenaria.

## Variedades
La especie cosmopolita se caracteriza por ser altamente versátil en forma y tamaño, habiendo quizás una diferenciación taxonómica entre Asia y África que es difícil de acomodar a las morfologías de América, y que en los cultivos más populares parece haberse diluido con la globalización. Los cultivos que producen los frutos más grandes se encuentran en el oeste de África, y los más parecidos a una serpiente en Asia. La especie posee cultivos que se consumen inmaduros como verdura de estación ("calabacines"), populares en Asia.
Los cultivares de esta especie están íntimamente relacionados con los fines a los que se destinan los frutos de cada variedad.

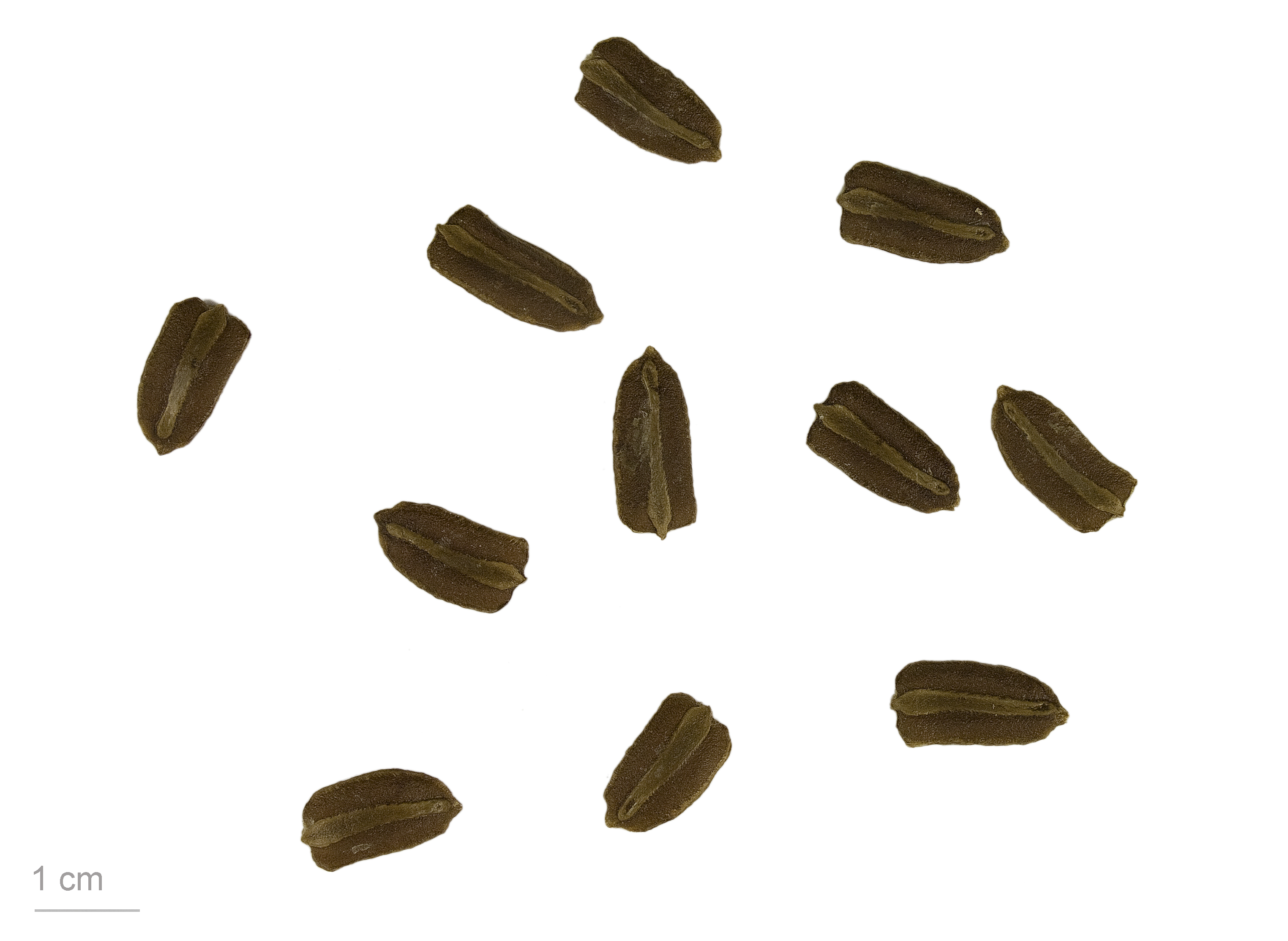
Semillas de Lagenaria siceraria var. peregrina.
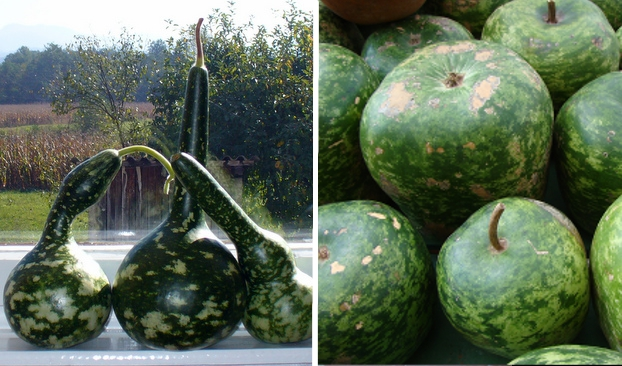
Cultivares populares para adornos (izq. "Swan", "Goose" o "Speckled Swan"; der. "Apple").
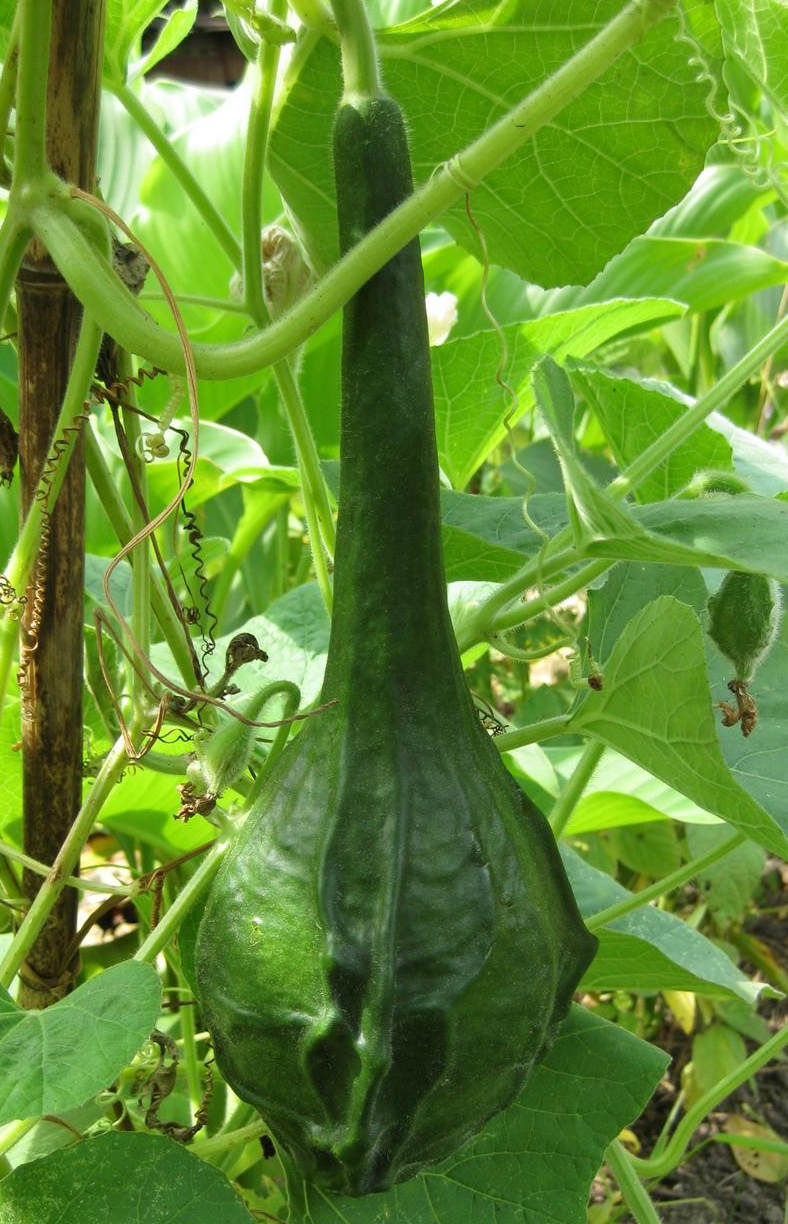
De tipo "Maranka".
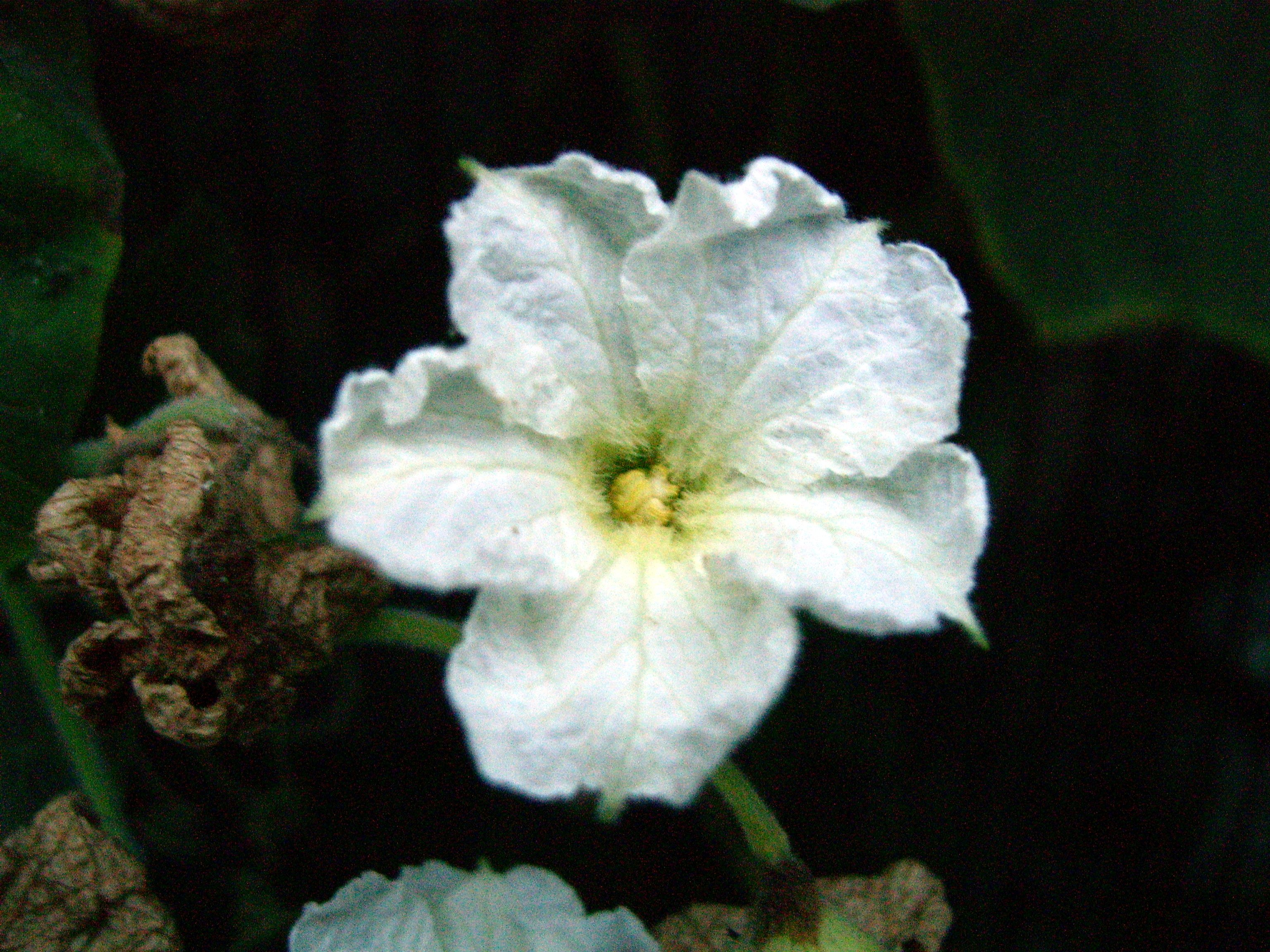
Detalle de la flor.

## Uso

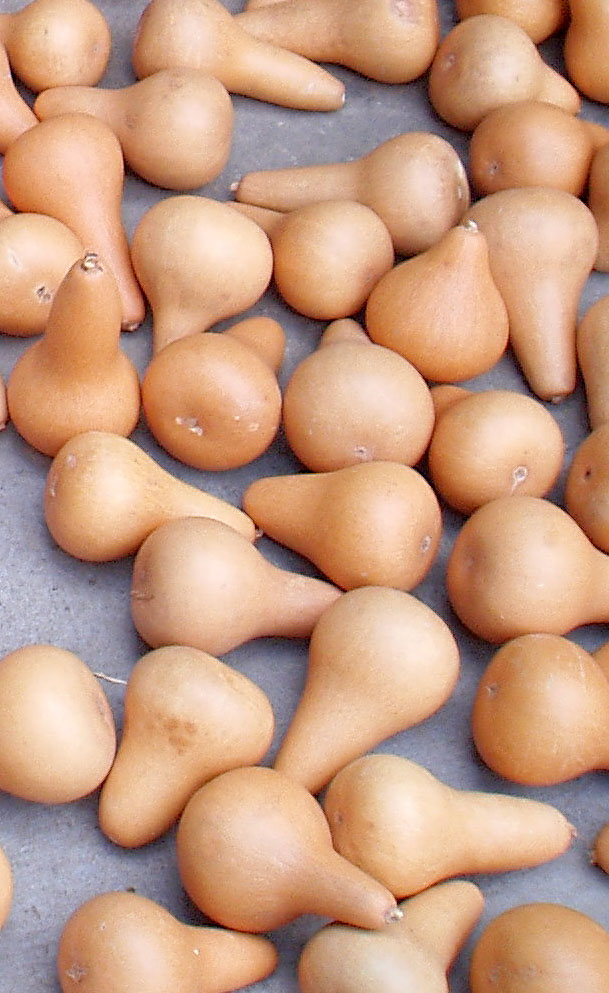
Mates secos en Cochas Chicos (Junín, Perú).

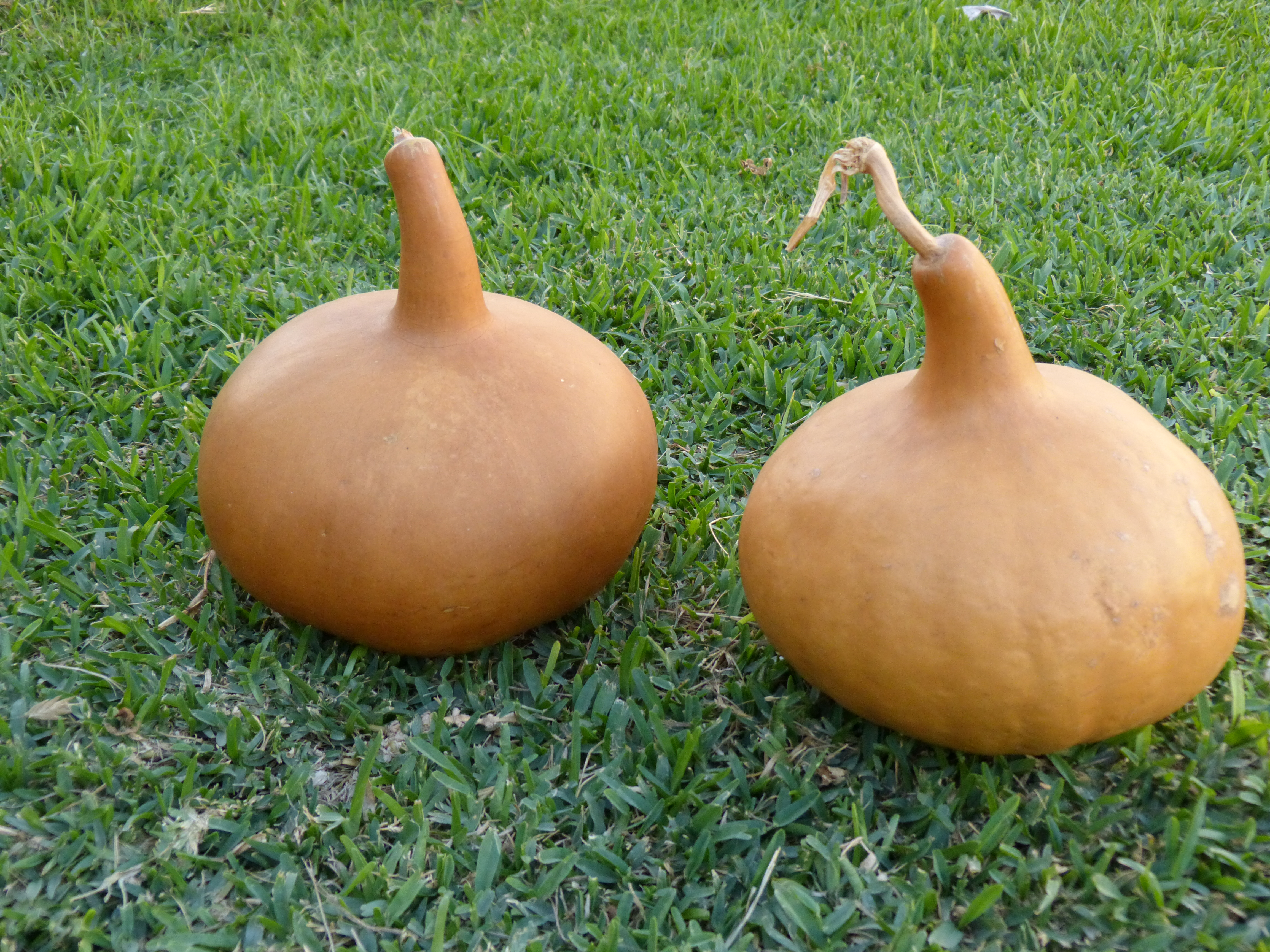
Mates secos, de 20 cm de ancho por 20 cm de alto.

### Gastronomía
El fruto aún verde se emplea como verdura; en los cultivares de buena calidad es muy similar en sabor y textura a la zucchina (Cucurbita pepo). En China es frecuente en la gastronomía del sur, donde se lo conoce como huzi (en chino, 葫子; pinyin, húzi); se lo emplea salteado o en sopas. En el Japón se acostumbra secarlo para su conservación, cortado en tiras que se marinan o salan; conocido como kampyō, forma parte de numerosos platos vegetarianos. En la India se emplea en currys, y las hojas y brotes tiernos se cuecen y usan en sopas y guisados.
Las semillas son ricas en aceite comestible; en el sur de Asia se utiliza para frituras o se prepara sobre la base de ellas un cuajo vegetal similar al tofu. En Centroamérica las semillas tostadas y molidas se utilizan para preparar una bebida similar a la horchata.
Otras variedades son sumamente amargas, al punto de resultar incomestibles. Dymock sugiere que algunas pueden resultar tóxicas, con efectos similares a los del elaterio (Ecballium elaterium).

### Medicinal
La pulpa fibrosa junto a las semillas tiene efectos laxantes y eméticos, mientras que la piel tierna y la decocción de la corteza actúan como diuréticos. Hervido, es sumamente digestivo, y ayuda en el tratamiento de la indigestión y la acidez estomacal. El extracto de las flores parece ser moderadamente antibiótico; en China se utiliza como tratamiento para la diabetes mellitus; mientras que el aceite se emplea como vermífugo y es aplicado tópicamente para aliviar eccemas o ampolladuras en América.

### Como recipiente

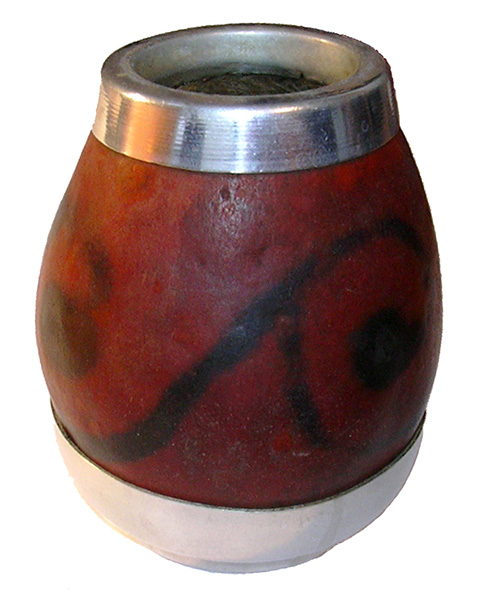
Un mate del tipo "poro" o "pera"

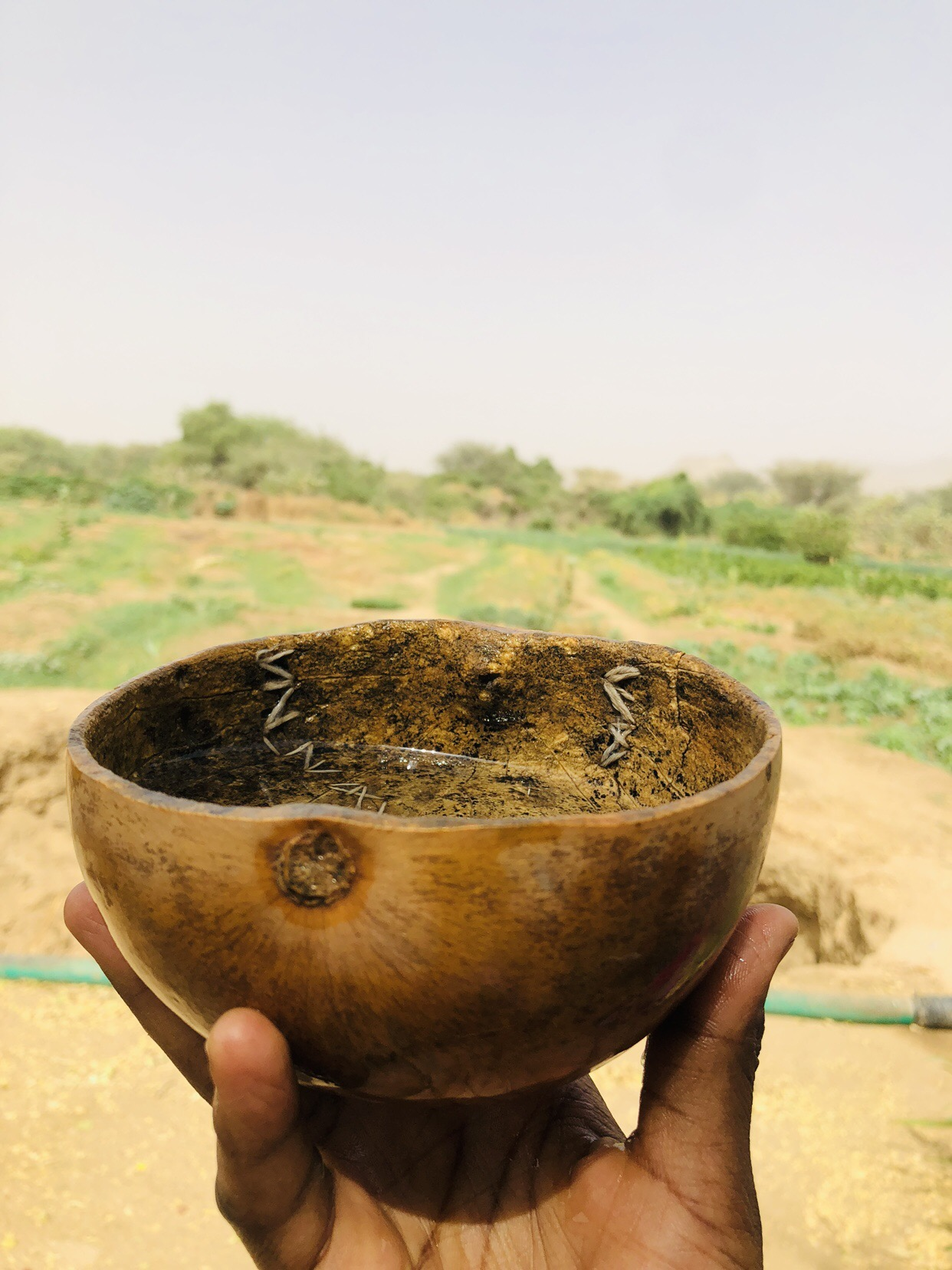
Como recipiente en Chad.

En Argentina, Bolivia, Chile, Uruguay, Paraguay, y Brasil, el fruto seco y curado es el recipiente tradicional para el mate, a tal punto que la bebida toma su nombre por metonimia del término quechua para la calabaza: mati o mathi.
En zonas rurales de México, el guaje es secado y ahuecado para almacenar agua, en esta forma se le conoce como guaje o bule; mientras que en El Salvador y Guatemala se le llama tecomate, y se tapona con un olote (lo que queda cuando al elote se le quitan los granos de maíz) o con un corcho. 
Cuando se corta sólo la base para fabricar un pequeño plato se le conoce como jícara, y en algunos lugares también es utilizado para que los canarios construyan sus nidos cuando viven en cautiverio. En Chiapas, en el sureste de México, se le conoce como pumpo al que tiene forma de botella y es empleado para llevar agua cuando se va a la parcela, y como tol al de forma globosa, para poner las tortillas con o sin manta y que conserven lo caliente por más tiempo.
En todo el mundo algunas variedades, las llamadas calabacillas, "de botija" o "de botella", se han empleado para el almacenamiento y transporte de líquidos como cantimploras. La variedad llamada en la India katutumbi alcanza gran tamaño y se emplea en Oriente y en Hawái como recipiente para presentar la comida.
En España, como en gran parte de Europa y el Norte de África, ha quedado variada documentación sobre la botija de calabaza (calabazo, botija de pastor o barril de peregrino, entre otras muchas denominaciones), citada ya por Menéndez Pidal, que definía el calabazo como término del castellano antiguo usado para designar una "vasija en forma de calabaza". Siguiendo su morfología se diseñó la vasija alfarera como parte del ajuar o la impedimenta de agricultores y pastores, continuando la tradición popular de referirse a este primitivo modelo de cantimplora; fue utilizada para llevar vino o agua y llegaba a tener una capacidad de dos litros.

### Como instrumento musical
Se utiliza como caja de resonancia para la tambura, un tipo de guitarra; otros instrumentos de percusión y de cuerda también lo emplean, tal es el caso del berimbau de la Capoeira de Brasil. Así mismo, se utiliza para la construcción de varios instrumentos de cuerda, como sachaguitarra, atamisqueña, N'gonis, Akontings, Nyatitis, Ek tara, Rudra Vina, Saraswati Vina, Sitar y Kora; y en otros instrumentos de percusión, como el típico mapuche wada, el balafón, el güiro o el shekere. 

### Como artesanía
En Perú existe una larga tradición en la fabricación del mate burilado. Mantuvo diversos estilos durante el Antiguo Perú y se transformó durante la Colonia.
En Bolivia El Tutumo es una pequeña población en el departamento de Santa Cruz, a 17 km de la capital cruceña, que lleva ese nombre por la abundancia del árbol productor del porongo; si bien la palabra tutumo o totumo alude más bien a la Crescentia cujete.
En Venezuela es utilizado para elaborar la "zaranda", que es un juego tradicional originario de los indios nativos, y se juega principalmente en los llanos venezolanos durante la época de Semana Santa. La "zaranda" es una especie de trompo elaborado con el fruto seco de esta planta.

## Taxonomía
La especie fue descrita iniciamente como Cucurbita siceraria por Juan Ignacio Molina y publicado en Saggio sulla Storia Naturale del Chili . . . 133, 355, en 1782, actualmente, es tanto un sinónimo como el basónimo de esta. Finalmente, sería transferida al género Lagenaria por Paul Carpenter Standley en Publications of the Field Museum of Natural History, Botanical Series 3(3): 435, en 1930.
Sinonimia
| - Cucumis lagenarius (L.) Dumort. - Cucumis mairei H.Lév. - Cucurbita idolatrica Willd. - Cucurbita lagenaria L. - Cucurbita leucantha Duchesne - Cucurbita longa hort. - Cucurbita siceraria Molina - Cucurbita vittata Blume - Lagenaria bicornuta Chakrav. - Lagenaria cochinchinensis M.Roem. - Lagenaria idolatrica (Willd.) Ser. ex Cogn. - Lagenaria lagenaria (L.) Cockerell, nom. invalidum - Lagenaria leucantha (Duchesne ex Lamarck) Rusby - Lagenaria leucantha var. clavata Makino - Lagenaria leucantha var. depressa (Ser.) Makino - Lagenaria leucantha var. hispida (Thunb.) Nakai - Lagenaria longissima hort. - Lagenaria microcarpa Naudin - Lagenaria siceraria (Molina) Standl. - Lagenaria siceraria convar. clavatina Grebenšč. - Lagenaria siceraria convar. cugurda Grebenšč. - Lagenaria siceraria f. depressa (Ser.) Hiroe - Lagenaria siceraria f. microcarpa (Naudin) Hiroe - Lagenaria siceraria subsp. asiática (Kobyakova) Heiser - Lagenaria siceraria var. gourda (Ser.) Hara - Lagenaria siceraria var. hispida (Thunb.) Hara - Lagenaria siceraria var. laevisperma Millán - Lagenaria siceraria var. makinoi (Nakai) Hara - Lagenaria siceraria var. turbinata (Ser.) Hara - Lagenaria vittata Ser. - Lagenaria vulgaris Ser. - Lagenaria vulgaris subsp. africana Kobyakova - Lagenaria vulgaris subsp. asiática Kobyakova - Lagenaria vulgaris var. depressa Ser. - Lagenaria vulgaris var. viscosa Eggers - Pepo lagenarius (L.) Moench |